# Banc dels Països Baixos
El Banc dels Països Baixos (en neerlandès: De Nederlandsche Bank, DNB) és el banc central del Regne dels Països Baixos. Forma part del Sistema Europeu de Bancs Centrals (SEBC).

## Història
El 2 de maig de 1998, els caps d'estat o govern d'europeus van decidir que la Unió econòmica i monetària (EMU) s'establiria finalment l'1 de gener de 1999 amb set membres de la Unió Europea (UE), inclosos els Països Baixos. Des de l'1 de juny de 1998, De Nederlandsche Bank NV, forma part del Sistema Europeu de Bancs Centrals. En la mateixa data, la nova Acta Bancària (de 1998) va entrar en vigor, després de prop de 185 anys d'existència sense gairebé canvis estructurals.

## Tasques del Banc dels Països Baixos
Després de l'Acta Bancària de 1998 - que va reemplaçar la de 1948 - el banc cobreix les següents tasques:
- Conjuntament amb el SEBC, el banc contribueix a la definició i implementació de la política monetària amb la Comunitat Europea. El banc té com a objectiu mantenir l'estabilitat de preus. Sense deixar-se influenciar per aquest objectiu, el banc ha de donar suport a la política econòmica general europea.
- Ha de mantenir i administrar i les reserves oficials estrangeres, i conduir les operacions d'intercanvi exteriors.
- Ha de recollir dades estadístiques i produir estadístiques.
- Ha de promoure la tranquil·litat en operacions dels sistemes de pagaments: Ha de tenir cura de la circulació del paper moneda.
- Ha de supervisar les operacions de la resta de bancs, fons d'inversió i oficines de canvi.
- Subjecte a una disposició per Reial Decret, ha de realitzar altres tasques en bé de l'interès públic. El Banc Central Europeu (ECB) pot també demanar el Banc que realitzi tasques extra.

Les dues primeres tasques són conseqüència directa del Tractat de Maastricht. Decisions en aquestes àrees són preses a nivell europeu pel Consell de Govern del BCE, en el qual el president del Banc dels Països Baixos hi té un lloc.